# Hemerobius rufescens
Hemerobius rufescens är en insektsart som beskrevs av Göszy 1852. Hemerobius rufescens ingår i släktet Hemerobius och familjen florsländor. Inga underarter finns listade i Catalogue of Life.